# 火箭弹

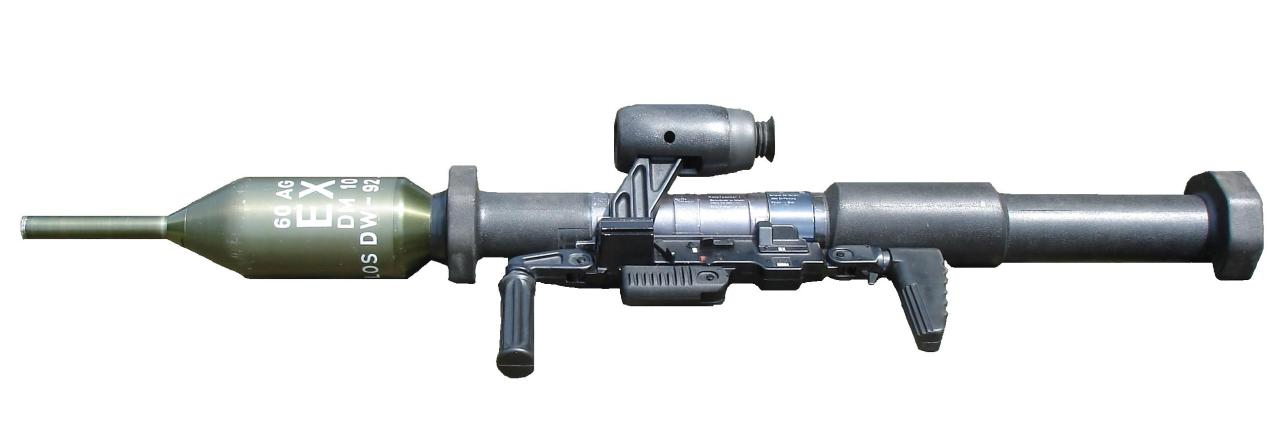
德国联邦国防军陆军的铁拳3火箭弹发射器

火箭彈又稱噴進彈，是靠自身攜帶的燃料在火箭發動機燃燒產生的動力推進下投擲彈頭，它主要靠火箭弹发射器或火箭炮发射，它主要用於壓制、殺傷對方的有生目標或其他設施。它通常由戰鬥部、動力推進系統和飛行穩定裝置組成。

## 历史
12世紀中葉的中國宋朝就已經發明了以黑火藥為動力源的火箭弹。當時的戰鬥部多由可燃燒的物體在發射前點燃後，以縱火的形式殺傷對方。19世紀初，英國人W·康格里夫研製發射成功了第一枚具有現代軍事用途特徵的火箭彈，射程只有2.5公里。在第二次世界大戰中，納粹德國的V-1/V-2系列火箭。攻擊了遠在英吉利海峽對岸的倫敦。
由於火箭彈的射擊精度比較低，在20世紀40年代末，火箭彈被裝上了制導系統，大大提高了對目標的命中率。從而產生了一種劃時代的新武器——導彈。同时部分反坦克火箭弹发射器仍然在在军队中服役，例如中华人民共和国的89式火箭筒、美国的M72火箭筒、新加坡的斗牛士火箭筒等。